# 白水瑶族乡
白水乡为湖南省桂阳县所辖乡。2012年4月，由原白水乡与华泉乡成建制合并新设白水乡。白水乡辖17个行政村、1个社区，总面积111.74平方公里，总人口1.66万人，政府驻上唐家（原白水乡驻地） 。

## 行政区域
- 白水乡2012年4月与华泉乡合并前行政区划代码431021220，政府驻上唐家；下辖（2011年末）洋泉村、濂溪村、七步村、中白村、四境村、江友村、紫河村、清溪村、萍湖村共计9行政村。
- 2012年4月并入的华泉乡原行政区划代码431021222；华泉乡（2011年末）下辖神牌村、雅里村、丰城村、发龙村、水口村、正义村、泉田村、福隆村共计8行政村。